# Khāneshān
Khāneshān (persiska: خانشان) är en ort i Iran.   Den ligger i provinsen Västazarbaijan, i den nordvästra delen av landet, 600 km väster om huvudstaden Teheran. Khāneshān ligger 1 277 meter över havet och antalet invånare är 448.
Terrängen runt Khāneshān är platt.Runt Khāneshān är det ganska tätbefolkat, med 185 invånare per kvadratkilometer. Närmaste större samhälle är Nūshīn Shar, 12,1 km väster om Khāneshān. Trakten runt Khāneshān är ofruktbar med lite eller ingen växtlighet.